# Маахір

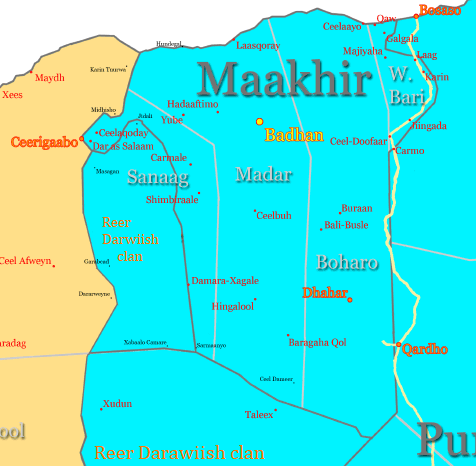
Карта Маахіра

Маахір (сом. Gobolka Maakhir, араб. ماخر Maakhir); офіційно держава Маахір Сомалі (сом. Maamul Goboleedka Maakhir, араб. ولاية ماخر الصوما Maakhir Wilaayatu ṣ-Ṣ ūmāl) — самопроголошена автономна держава в межах Сомалі, на територіях Сомаліленду і Пунтленду. Оголошено незалежною державою 1 липня 2007 року. 11 січня 2009 року увійшов до складу невизнаного Пунтленду. На честь неї в мікронації Мефіглай було названо регіон, який наразі називається Сомалі

## Автономія
Раніше держава Маахір була утворена народністю Варсангалі-дарод («Сини Махмуда Харті»). Варсангалі були найбільш активні при проголошенні держави Пунтленд в 1998 році на місці Харті після розпаду Сомалі в 1991. Однак Варсангалі були відтіснені від влади і впливу кланом Маджиртін.
Генерал Абдуллахі Ахмед Джама Ількаджір зміг перехопити владу в країні і повернути її в Пунтленд.
1 липня 2007 року в Бадхані, після сутичок між Сомалілендом і Пунтлендом, Маахір знайшов автономію. За Сомалілендом і Пунтлендом при цьому було закріплено право використовувати нафтову концесію по територіїСанааг без згоди місцевого керівництва, які також внесли внесок у бажанні місцевих Варсангалі управляти своїми власними справами, а також вирішувати спори з Мохамуд Мусі Херсі, колишнім президентом Пунтленда.
У Маахіра була створена система правління за зразком суб'єкта Федерації Сомалі, подібно Пунтленду. Організована судова система, що дотримується шаріату. Департамент Юстиції займався розбиранням численних внутрішніх конфліктів.
Держава так і не було визнана сусідами — і Сомаліленд, і Пунтленд не робили жодних офіційних заяв, Пунтленд завжди вважав Маахір своєю територією.

## ВторгненняСомаліленду
25 — 26 лютого 2008 року війська Сомаліленда просунулися в Хадафтімо, на що отримали удар Маахіру. 9 червня 2008 Сомаліленд зайняв на кілька годин Ласкорай нібито з метою порятунку захоплених піратами німецьких громадян.